# Münnich Sándor
Münnich Sándor (Igló, 1843. augusztus 4. - Felsőbánya, 1918. december 22.) tanító, bányatisztviselő, gazdasági tanácsos, újságíró.

## Élete
Münnich János tanító és Steller Anna fia. A gimnáziumot Késmárkon, az egyesült teológiát Pesten végezte. A berlini és Jenai Egyetemen leányiskolai tanítónak választották, majd Poprádra költözött, ahol újból tanítónak ismerték el. 1866-tól a késmárki líceum vallás, földrajz és történelem tanára.
Magánneveléssel is foglalkozott. 1885-ben megbetegedett, emiatt 1890-ben Szatmárra, majd Felsőbányára költözött, ahol egészségét visszanyerve a városnál vállalt hivatalt. 1912-ben nyugalomba vonult. Vezette a felsőbányai múzeumot és rendezte könyvtárát.
Cikkei jelentek meg többek között a Szepesi Hírnökben, a Karpaten Postban, Pannoniában, Szepesi Értesítőben, Szepesi Lapokban, Nagybánya és Vidékében, Felsőbányában, a Szatmármegyei Közlönyben, a Magyarországi Kárpátegyesület Évkönyvében, a Szepesmegyei Tört. Társulat Évkönyvében is.
Cikkei a Zipser Boteban (1876. Die XIII. Zipser Städte zur Zeit der ersten Theilung Polens, 1877. Zipsen vor einem halben Jahrhundert, 1878. Ein Priester, Henchel János életéből, Zipser Raubritter: Kauffung Zs., Pflug E. a Witztumb G. a XVI. század első feléből, 1879. König Friedrich August II. von Sachsen und die Tatra, Simon Pfannschmidt, a XVI. századból életrajz, Ein Jahr: 1288. aus der Glanzperiode des Zipser Schlosses, a Szepesség telepítésének történetéhez, 1880. Hans Bartha, ipartörténeti tanulmány a XVII. század elejéről, Anton Roll, a harmadik bányakerület alapítása a XIII. században és annak fejlődése, Tátrafüred a régi mondáktól kezdve napjainkig, 1881. Die Gründung der Stolaer Benedictiner Abtei, 1882. Iglo zu Ende des XIII. Jahrhunderts, Die reichste Zunft, az iglói mészáros czéh 1634-ben, Der Schatz des Sigismundus Kauffung, 1883. Die Marcell-Burg, a tatárjárás előtti időkben állott várról, Schulmeisterei vor 500 Jahren, Wichtigkeit des Falkaer Bronzefundes; 1884. Sanct Aegidius; ein Beitrag zur Geschichte der Zipser Jagd, Hundsdorf, villa canis, Palmsdorf, villa pulli, Bizir, Sperndorf-Bärendorf, villa ursi sat. helynév eredete, Hundsdorf, Zum letztenmale Hundsdorf, Namenlos, a Szepesség ismeretlen nevű ős lakóira vonatkozó emlékek összegyűjtésére hívja fel a szakemberek figyelmét, Alte Moral, erkölcstörténeti tanulmány).
A Kárpátegyesület titkára volt. A tátrai tranzverzális út tervezője. Felesége Mudrony Ilona, fia Sándor volt. Felsőbányán nyugszik.

## Művei

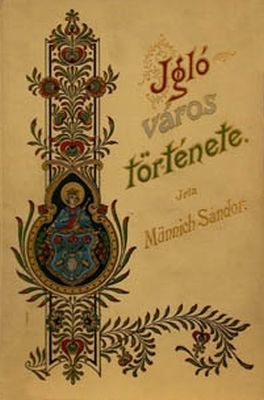
Igló királyi korona- és bányaváros története. Igló, 1896

- 1889 A mohafalvai Hradiszkóról. Archaeológiai Értesítő
- 1890 Történelem előtti cserepek Szepesben. Szepesi Lapok
- 1891 Őskori cserepek Szepesben. Archaeológiai Értesítő
- 1891 A vandalok Szepesben. Szepesi Lapok
- 1892 Csevegések a történelemelőtti korszakról. A Magyarországi Kárpátegyesület évkönyve 19.
- 1896 Igló királyi korona- és bányaváros története. Sajtó alá rendezte Nikházy Frigyes. Kiadja Igló városának tanácsa. Igló. 1896. (Fénynyom. képekkel).